# Movimento politico

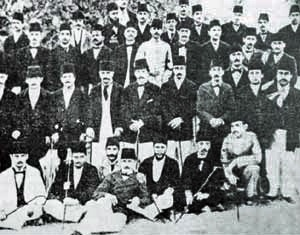
Il congresso dei Giovani turchi (1902)

Un movimento politico è un gruppo di individui che si pone come obiettivo quello di cambiare il sistema politico o promuovere determinati valori sociali all'interno del governo di un Paese. Il pensiero dei movimenti politici contrasta solitamente quello del sistema politico dominante, e appoggia le teorie dell'opportunità politica, secondo cui i movimenti di natura politica nascono da semplici circostanze, e la teoria della mobilitazione delle risorse, in base alla quale il successo di un movimento politico è determinato dalla sua capacità di utilizzare le risorse a sua disposizione. Nonostante vi siano delle differenze fra i partiti e i movimenti politici, entrambi vogliono esercitare un particolare impatto sul governo, e alcuni partiti sono stati in origine dei movimenti politici. Se i partiti politici si focalizzano sulla risoluzione di diverse problematiche che vi sono all'interno di un Paese, i movimenti si pongono solitamente un singolo obiettivo.